# Austenit (Phase)

Eisen-Kohlenstoff-Diagramm(grün-reines Austenitgebiet, schraffiert-Austenit im Phasengemisch)

Austenit bezeichnet die kubisch-flächenzentrierte Modifikation (Phase) des reinen Eisens und seiner Mischkristalle. Sie zeichnet sich durch eine hohe Löslichkeit von Kohlenstoffatomen aus. Benannt wurde sie nach dem Metallurgen Sir William Chandler Roberts-Austen.

## Struktur und Eigenschaften

Schaeffler-Diagramm, Ni-Äquivalent begünstigt Austenit-Bildung und Chrom-Äquivalent begünstigt die Ferrit-Bildung

Die austenitische Phase (definiert durch die kubisch-flächenzentrierte Gitterstruktur) kommt zwischen den Temperaturen 1392 °C und 911 °C als γ-Eisen bei reinem Eisen vor. Bei der Abkühlung bildet sie sich aus dem δ-Ferrit durch eine polymorphe Umwandlung.
Kommt Kohlenstoff als Legierungselement hinzu, liegt der Austenit als Einlagerungsmischkristall vor.
Das kubisch-flächenzentrierte Austenitgitter verfügt über Oktaederlücken mit einem Radius von 0,41 R. Trotz der größeren Packungsdichte vermag Austenit daher deutlich mehr Kohlenstoffatome zu lösen als das krz-Ferritgitter.
Die  maximale Kohlenstofflöslichkeit liegt bei 1147 °C mit 2,06 % Kohlenstoff, siehe Eisen-Kohlenstoff-Diagramm. Die Löslichkeit des Austenits nimmt mit der Temperatur ab. Bei einer Temperatur von 723 °C liegt sie bei 0,8 %.
Die Diffusionsgeschwindigkeit im Austenit ist kleiner als im Ferrit.
Die austenitische Phase hat paramagnetische Eigenschaften (nicht magnetisierbar).

## Stabilität und Einflüsse von Legierungselementen
Beim Abkühlen von Fe-C-Legierungen scheidet sich entlang der ES-Linie im EKD Zementit aus, dies geschieht für langsame Abkühlgeschwindigkeiten und resultiert aus der sinkenden Löslichkeit des Kohlenstoffs im Austenit.

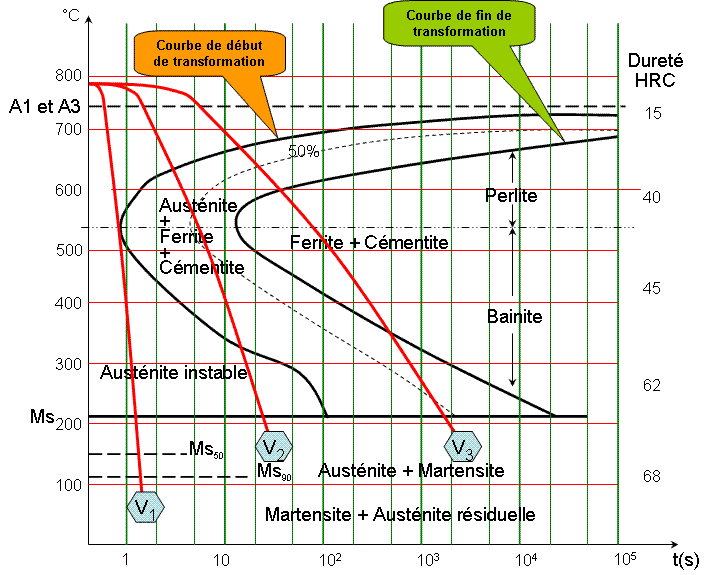
ZTU-Diagramm, rote Linien drei exemplarische Abkühlkurven

Beim Abschrecken von Austenit auf Raumtemperatur bei geringen Kohlenstoffgehalten kann sich das Gefüge vollständig in Martensit umwandeln. Es erfolgt ein diffusionsloser Umklappvorgang, bei dem 2-kfz-Elementarzellen eine tetragonal-verzerrte Elementarzelle bilden. Der Kohlenstoff hat nicht die Zeit, zu diffundieren, bleibt zwangsgelöst und verändert dadurch die Gitterstruktur. Bei höheren Kohlenstoffgehalten und bestimmten Legierungselementen (siehe unten) bleibt ein mit dem Kohlenstoffgehalt zunehmender Anteil Austenit als Restaustenit neben Martensit erhalten. Martensit-Start- und Martensit-Finish-Temperatur haben sich erniedrigt. Bei langsamer Abkühlung aus dem Austenit-Gebiet, unterhalb von 723 °C, kommt es zur Ausscheidung von Perlit, einem lamellenartig strukturierten Gemisch aus Ferrit und Zementit. Die Verwendung von Zeit-Temperatur-Umwandlungsschaubildern (ZTU-Diagrammen) ermöglicht es, für eine bestimmte Legierungszusammensetzung in Abhängigkeit von Abkühltemperatur und Abkühlgeschwindigkeit zu bestimmen, welche Phase am Ende einer Wärmebehandlung entsteht.
Die Bildung der austenitischen Phase kann durch austenit- oder ferritstabilisierende Elemente beeinflusst werden.
- Austenitstabilisierende Legierungselemente sind Nickel, Kohlenstoff, Kobalt, Mangan und Stickstoff (als Eselsbrücke dient: NiCCoMnN macht Gamma an). Sie stabilisieren oder erweitern den Existenzbereich des γ-Einphasenraums zu höheren und/oder niedrigeren Temperaturen.[7] Über das Schaefflerdiagramm kann über das Nickel- und Chrom-Äquivalent errechnet werden, welche Phase bei ausreichend schneller Abkühlung entsteht. Ist der Gehalt dieser Legierungselemente ausreichend hoch, verbleibt das gesamte Stahlgefüge bei Raumtemperatur metastabil im Austenitzustand, wenn die Martensitstarttemperatur unterhalb der Raumtemperatur liegt (austenitische Stähle).[8]
- Ferritstabilisierende Legierungselemente sind unter anderem Chrom, Aluminium, Titan, Silicium, Vanadium und Molybdän. Sie bewirken ein abgeschlossenes γ-Feld. Bei genügendem Gehalt an diesen Legierungselementen ist das γ-Feld so stark abgeschnürt, dass sich der Stahl beim Erwärmen nicht in Austenit umwandelt (ferritischer Stahl).[7] Die Löslichkeit des Kohlenstoffs im Austenit wird durch Legierungselemente verringert, wodurch sich die eutektoide Konzentration verschiebt.[9]